# Concerto de Aranjuez

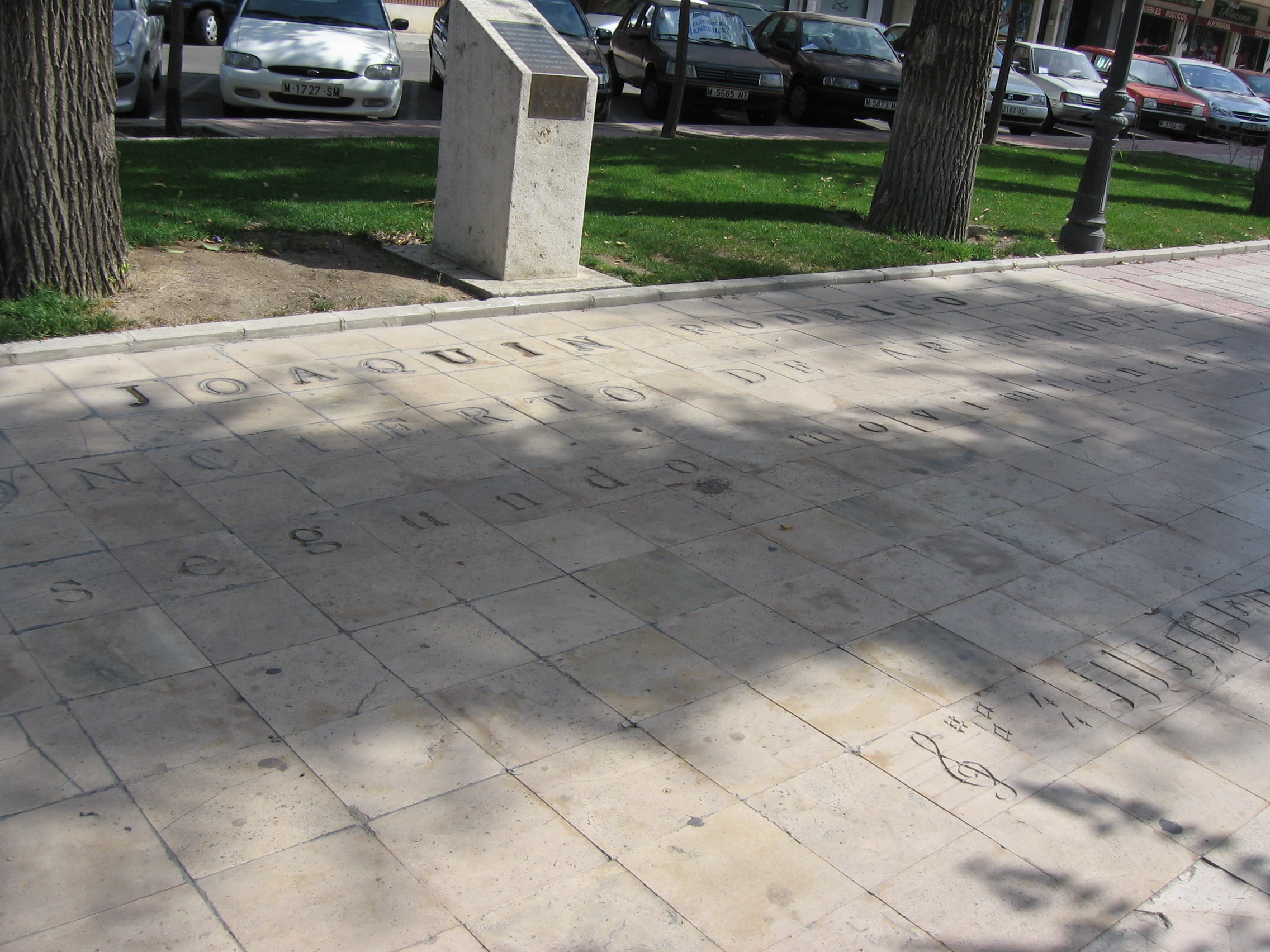
Monumento dedicado ao "Concerto de Aranjuez" de Joaquín Rodrigo, em Aranjuez

O Concerto de Aranjuez é uma composição musical para violão clássico e orquestra do compositor espanhol Joaquín Rodrigo. Escrita em 1939, é seguramente o trabalho mais conhecido de Joaquín Rodrigo e o seu êxito deu um reconhecimento internacional ao compositor, como um dos principais a nível mundial no pós-guerra. Considera-se esta obra musical espanhola como a mais interpretada em todo o mundo e, em particular, o seu adagio é singularmente popular, tendo sido cantado por múltiplas figuras da Ópera e da canção popular.

## História
Escrita no princípio de 1939 em Paris, longe do ambiente tenso de Espanha, nas últimas etapas da Guerra Civil e na proximidade da agitação europeia que precedeu a Segunda Guerra Mundial. Trata-se da primeira obra escrita de Joaquín Rodrigo para violão  e orquestra. A orquestração é única: raras vezes o som do violão  se entrelaça com música produzida por toda a orquestra. Contudo, o violão  nunca fica diluída ou diminuída, o que se pode ver nas partes a solo do instrumento, que destacam em todos os momentos. A sua estreia mundial foi a 9 de novembro de 1940, no Palácio da Música Catalã de Barcelona, com um programa que incluía obras de Dvorák, J. Rodrigo, J. S. Bach, Sors, F. Tárrega e A. Cassella. O solista foi o guitarrista Regino Sainz de la Maza, acompanhado pela Orquestra Filarmónica de Barcelona, dirigida por César Mendoza Lasalle, sendo o primeiro concerto para violão  e orquestra da história da música. A obra não estrearia em Madrid até o dia 12 de fevereiro de 1941, no Teatro Espanhol de Madrid, sob a direção de Jesús Arámbarri, com o violão de Regino Sainz de la Maza a servir de solista. Posteriormente seria publicada pela Literaria Sociedad General de Autores de España, em 1949.